# بارسوان‌باشوو
بارسوان‌باشوو (انگلیسی: Barsuanbashevo) یک شهرک در شهرستان چیشمینسکی در استان باشقیرستان کشور روسیه است.